# Вилора (Парма)
Вилора је насеље у Италији у округу Парма, региону Емилија-Ромања.
Према процени из 2011. у насељу је живело 6 становника. Насеље се налази на надморској висини од 652 м.